# Les flics ne pleurent pas
Pour plus de détails, voir Fiche technique et Distribution.
Les flics ne pleurent pas (Undercover Girl) est un film américain réalisé par Joseph Pevney et sorti en 1950.

## Fiche technique
- Titre français : Les flics ne pleurent pas[1]
- Titre original : Undercover Girl
- Réalisation :Joseph Pevney
- Scénario : Harry Essex
- Photographie : Carl Guthrie
- Production : Aubrey Schenck
- Société(s) de production : Universal-International
- Pays d'origine :  États-Unis
- Langue originale : anglais
- Genre : film d'action
- Durée : 83 minutes
- Dates de sortie :
  - États-Unis : 2 novembre 1950
  - France : 13 décembre 1957[1]

## Distribution
- Alexis Smith : Christine Miller
- Scott Brady : Lt. Michael Trent
- Richard Egan : Jess Faylen
- Gladys George : Liz Crow
- Edmond Ryan : Doc Holmes